# الأرملة وبطلها (رواية)
الأرملة وبطلها (بالإنجليزية: The Widow and Her Hero)‏ هي رواية للكاتب الأسترالي توماس كينيلي، نشرت عام 2007، لأول مرة عن دار نشر دابلداي في أستراليا.